# Vitellariopsis kirkii
Vitellariopsis kirkii là một loài thực vật có hoa trong họ Hồng xiêm. Loài này được (Baker) Dubard miêu tả khoa học đầu tiên năm 1915.